# お笑い芸人王座決定戦スペシャル
『お笑い芸人王座決定戦スペシャル』（おわらいげいにんおうざけっていせんすぺしゃる）とは2005年よりフジテレビ系列にて放送されているお笑い特別番組の総称である。

## 主な番組タイトル

### 現在放送中の番組
- お笑い芸人歌がうまい王座決定戦スペシャル（2005年3月1日〜現在）
総合司会はくりぃむしちゅー（上田晋也・有田哲平）。

### 過去に放送された番組
- お笑い芸人マジック王座決定戦スペシャル（2008年7月29日・2009年3月10日）
総合司会はロンドンブーツ1号2号（田村淳・田村亮）。
- お笑い芸人親子で漫才王座決定戦スペシャル（2006年7月11日〜2010年6月11日）
総合司会はダウンタウン（浜田雅功・松本人志）。
- お笑い芸人どっきり王座決定戦スペシャル（2009年5月6日〜2011年6月28日）
総合司会は今田耕司・東野幸治・藤井隆。

## スタッフ
- 制作総指揮：小松純也
- チーフプロデューサー：佐々木将
- 制作：フジテレビバラエティ制作センター
- 制作著作：フジテレビ

### 過去のスタッフ
- チーフプロデューサー→制作：清水宏泰

## 関連番組
- ものまね王座決定戦

本番組の類似タイトル。『爆笑そっくりものまね紅白歌合戦スペシャル』の前番組にあたる。